# Уайт, Вера
Леди Вера Дикин Уайт (в девичестве Вера Дикин, англ. Vera Deakin White, 25 декабря 1891, Саут-Ярра, Мельбурн, Виктория, Австралия — 9 августа 1978, там же) — австралийский военный и гуманитарный работник, сотрудник австралийского Красного креста, В 1915 году, в возрасте 23 лет, она основала Австралийское бюро по поиску раненых и пропавших без вести и для помощи семьям солдат. Бюро, первоначально базировавшееся в Каире, а затем в Лондоне, ответило на тысячи запросов о предоставлении информации во время Первой мировой войны. Леди-командор Ордена британской империи.

## Ранняя жизнь
Вера родилась 25 декабря 1891 года в Саут-Ярра, пригороде Мельбурна в семье второго премьер-министра Австралии Альфреда Дикина и его жены Пэтти. Она была третьим и самым младшим ребёнком в семье. Изначально девочки были на домашнем обучении у сестры Альфреда Кэтрин а после обучались в Melbourne Girls Grammar.
Вдохновлённая примерок Кэтрин, которая была музыкантом, Вера обучилась игре на виолончели и пению, а в 1913 году они обе отправились в Берлин и Будапешт. Её учитель считал, что из неё может получится хорошая оперная певица или виолончелистка, но родители были против такой карьеры для дочери. Вместо этого ей предстояла карьера военного.

## Первая мировая

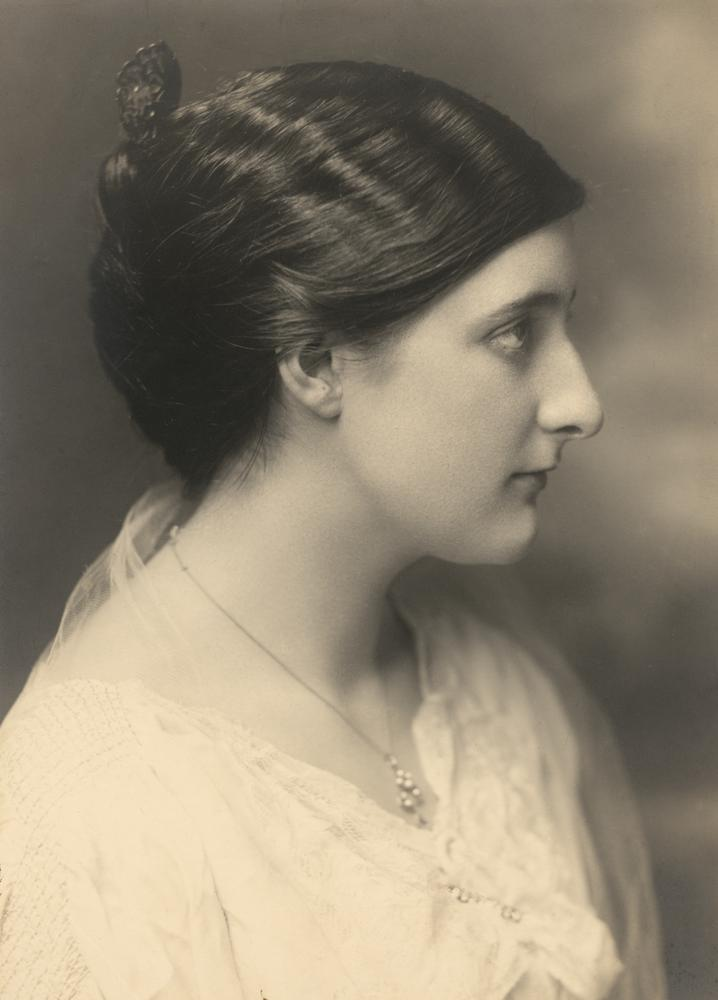

Когда началась война, Вера и Кэтрин были в Лондоне, но буквально через два дня вернулись домой. В Австралии Вера записалась в Красный крест, в его британское отделение, поскольку отдельного австралийского ещё не существовало. В 1915 году она сопровождала своих родителей в их поездке в Сан-Франциско, а вернувшись домой умоляла их отпустить её на поля сражений, но чета не хотела пускать дочь в это опасное мероприятие. Тогда она связалась с Норманом Бруксом (будущим теннисистом и пятикратным обладателем Кубка Дэвиса), задать вопрос, не нужна ли Красному кресту помощь в Каире. В ответ получило распоряжение от начальника Креста немедленно прибыть в город, на что Альфред и Пэтти возразить уже не могли. В сопровождении своей подруги Уинифред Джонсон Вера прибыла в Порт-Саид 20 октября 1915 года. На следующий день после прибытия в Каир она открыла Австралийское бюро по поиску раненых и пропавших без вести, на тот момент сражавшихся в Галлиполи.

## Смерть и память
Вера Дикин Уайт скончалась 9 августа 1978 года в возрасте 86 лет в семейном доме в Саут-Ярра. В 2018 году Королевское историческое общество Виктории организовало выставку в её память под названием «Vera Deakin’s World of Humanity»

## Семья
Супруг сэр Томас Уолтер Уайт, с которым Вера познакомилась в Лондоне и обручилась 22 марта 1920 года, пилот и герой Первой мировой, награждённый орденом Британской империи, знаком отличия офицеров колониальных вспомогательных войск и крестом «За выдающиеся лётные заслуги». С ним у Веры было четыре дочери — Лилиан, Патриция, Ширли, и Джудит.